# Bitka pri Tolbiacu
Bitka pri Tolbiacu, znana tudi kot bitka pri Zülpichu, je bila bitka med Franki pod kraljem Klodvikom I. in Alemani, ki se je zgodila leta 496 v Porenju.
Franki so v bitki prepričljivo zmagali in s tem potrdili svojo nadoblast nad severnim delom nekdanje Galije. Bitka je pomembna tudi zato, ker je, po izročilu, dotlej poganski kralj Klodvik I. v znak hvaležnosti pristal na pokrstitev. Krst je opravil škof  Remigij v Reimsu. Klodvikovemu zgledu so takoj sledili njegovi podložniki in Franki so postal prvo germansko ljudstvo, ki je iz poganstva prešlo v katoliško vero.
Nekateri zgodovinarj domnevajo, da je bil Klodvik krščen že pred bitko. Gregor Tourski je v svoji Zgodovini Frankov poskušal potegniti čim več vzporednic med bitko pri Tolbiacu in bitko pri Milvijskem mostu in krstom rimskega cesarja Konstantina Velikega.

## Vira
- Battle of Tolbiac (496).
- Gregory of Tours (539-594). The Conversion of Clovis. Fordham University.